# Draga Ljočić
Draga Ljočić też jako: Draga Ljočić-Milošević cyr. Драга Љочић Милошевић (ur. 22 lutego 1855 w Šabacu, zm. 5 listopada 1926 w Belgradzie) – serbska lekarka i działaczka feministyczna.

## Życiorys
W 1872 rozpoczęła studia medyczne na uniwersytecie w Zurychu. W czasie wojny rosyjsko-tureckiej przerwała studia i pracowała jako pielęgniarka w szpitalu wojskowym. Wzięła udział w bitwie pod Šumatovacem w sierpniu 1876, za co otrzymała awans na stopień porucznika. Po zakończeniu wojny w 1878 dokończyła studia w Zurychu, tam też obroniła dyplom lekarski.
Po powrocie do Serbii starała się o podjęcie pracy w którymś ze szpitali państwowych. Wniosek o jej zatrudnienie odrzucało kilkakrotnie ministerstwo spraw wewnętrznych, nie mogła też uzyskać zgody na prywatną praktykę. Dzięki wsparciu królowej Natalii Obrenović powołano komisję, która miała ocenić kwalifikacje Dragi Ljočić. Komisja wydała pozytywną rekomendację, co pozwoliło jej otworzyć w 1879 prywatny gabinet lekarski. Trzy lata później podjęła pracę w szpitalu państwowym w Belgradzie. W czasie wojny serbsko-bułgarskiej 1885 wyróżniła się profesjonalizmem i zaangażowaniem, dzięki czemu otrzymała wyższą kategorię zatrudnienia, ale nadal jej pensja była znacznie niższa niż mężczyzn pracującym na podobnych stanowiskach. Starania Dragi Ljočić o uzyskanie równego statusu zawodowego doprowadziły do jej zwolnienia w grudniu 1889. Od tego czasu poprzestawała na prowadzeniu prywatnego gabinetu i dopiero w 1924 uzyskała prawo do emerytury.
W czasie wojen bałkańskich prowadziła działalność charytatywną, pomagając ubogiej ludności Belgradu, a także pracując w szpitalu wojskowym. Po zakończeniu I wojny światowej zaangażowała się w tworzenie Stowarzyszenia Kobiet Lekarek w Belgradzie, którego była pierwszą przewodniczącą. Stowarzyszenie dzięki niej zaangażowało się w budowę pierwszego w Belgradzie szpitala dla matek i dzieci (szpital otwarto w roku 1929).
Była tłumaczką prac rosyjskich z zakresu pediatrii, starając się upowszechnić wiedzę z tego zakresu w Serbii. Tłumaczyła teksty z zakresu ginekologii i położnictwa, stając się pionierką tych niedocenianych dotąd specjalizacji w Serbii.

## Działalność polityczna
Już w czasie studiów Dragi Ljočić zetknęła się ze środowiskiem rosyjskich studentów, którzy identyfikowali się z nihilizmem, ale też propagowali idee równości płci. Od 1909 wspólnie z Evą Haljecką, pracującą w szpitalu w Niszu zaangażowała się opracowanie petycji domagającej się równych praw kobiet w zakresie studiowania i dostępu do rynku pracy. Petycja została odrzucona przez Skupsztinę, ale doprowadziła do integracji środowiska serbskich feministek. W 1906 Dragi Ljočić założyła Serbski Narodowy Związek Kobiet, który działał na rzecz zjednoczenia wszystkich organizacji kobiecych działających w Serbii. W 1911 Związek opracował petycję domagającą się przyznania kobietom praw wyborczych, ale petycja została odrzucona przez parlament.
Zmarła w 1926 w swoim domu w Belgradzie i została pochowana na Nowym Cmentarzu (Novo Groblje).

## Życie prywatne
Wyszła za mąż za Raša Miloševicia, jednego z założycieli Narodowej Partii Radykalnej. Miała z nim syna i cztery córki. Za udział w buncie timockim Raš Miloševic został skazany na karę śmierci, którą potem zamieniono na 3 lata więzienia.

## Pamięć

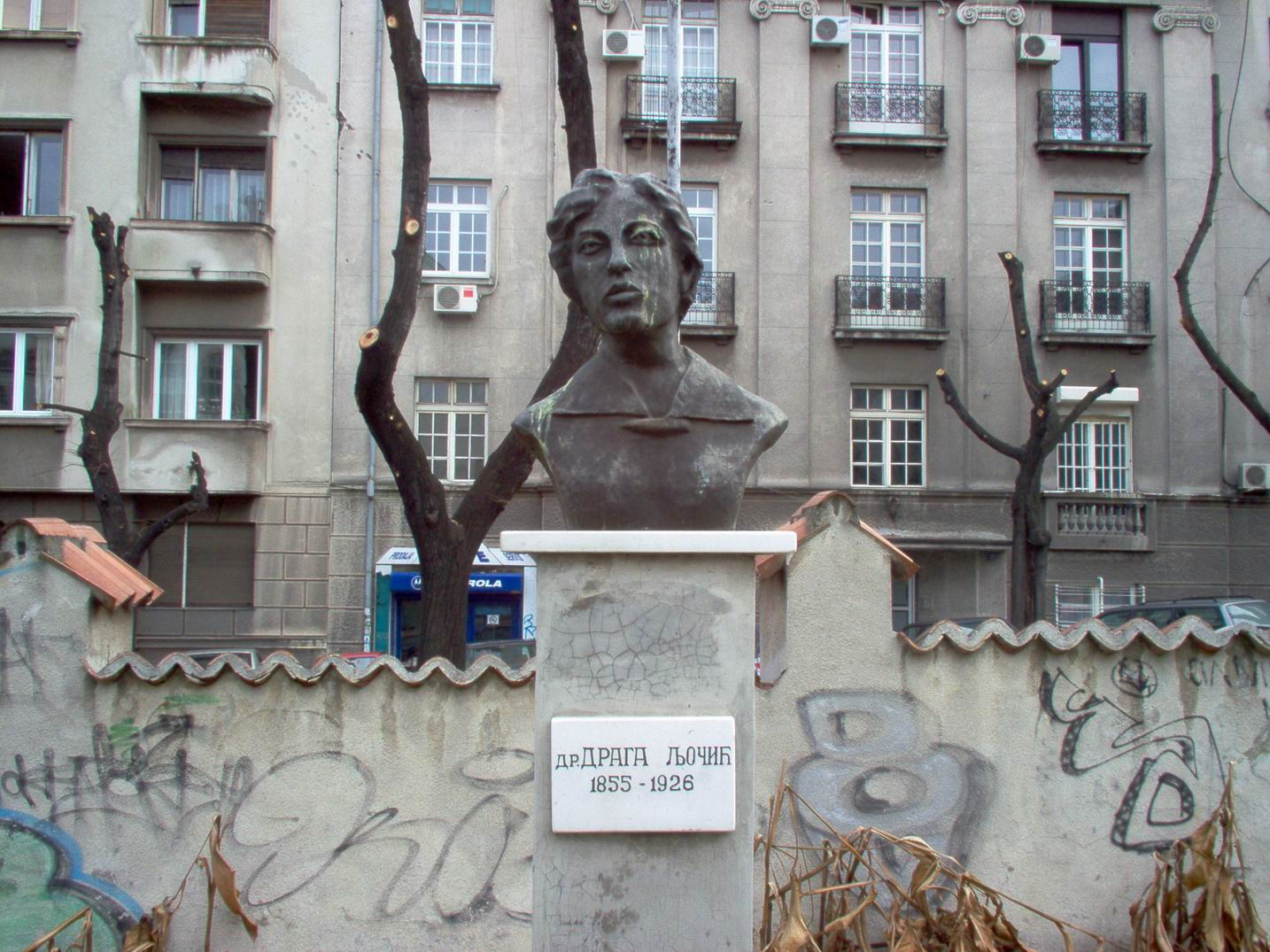
Popiersie Dragi Ljočić w Belgradzie

Imię Dragi Ljočić nosi jedna z ulic w Belgradzie, w pobliżu budynku byłego szpitala oftalmologicznego znajduje się popiersie lekarki.